# Welcome to Rainbow
„Welcome to Rainbow” – singel szwedzkiego muzyka Basshuntera, wydany 1 kwietnia 2006 roku.

## Wydanie
Singel został ogłoszony 20 grudnia 2005 roku, ostatecznie został wydany 1 kwietnia 2006 roku na płycie CD-R w Szwecji. Teksty i muzyka utworów zostały napisane przez Basshuntera, Fredrik Jansson dokonał ich masteringu. Projekt frontu okładki został wykonany przez Djb Design. Singel zawiera cztery utwory, a jego długość wynosi 18 minut i 53 sekundy.
9 maja 2006 roku „Boten Anna” został wydany przez Warner Music Sweden jako singel, w sierpniu został umieszczony także na debiutanckim albumie studyjnym LOL <(^^,)>. „Evil Beat” został dołączony do późniejszego wydania albumu LOL <(^^,)>, pod nazwą „The Beat”. „Welcome to Rainbow” jego remiks hardstyle zostały dołączone do albumu Now You’re Gone – The Album, remiks jako „Hardstyle Drops”.

## Lista utworów
Źródło: Discogs
| Nr | Tytuł                                  | Długość |
| -- | -------------------------------------- | ------- |
| 1. | „Welcome to Rainbow” (Original Mix)    | 5:06    |
| 2. | „Welcome to Rainbow” (Hardstyle Remix) | 5:29    |
| 3. | „Evil Beat” (Bonus Track)              | 3:30    |
| 4. | „Boten Anna” (Bonus Track)             | 4:48    |

## Wydania
| Data            | Format    | Wytwórnia        | Źródło |
| --------------- | --------- | ---------------- | ------ |
| 1 kwietnia 2006 | CD singel | Samoopublikowany | [ 2 ]  |

## Notowania na listach przebojów
| Rok  | Tytuł        | Najwyższe pozycje na listach | Najwyższe pozycje na listach | Najwyższe pozycje na listach | Najwyższe pozycje na listach | Najwyższe pozycje na listach | Najwyższe pozycje na listach | Najwyższe pozycje na listach | Najwyższe pozycje na listach | Najwyższe pozycje na listach | Najwyższe pozycje na listach | Certyfikat                                   | Sprzedaż                                    |
| Rok  | Tytuł        | SWE                          | DNK                          | NLD                          | AUT                          | NOR                          | FIN                          | DEU                          | ESP                          | CHE                          | EUR                          | Certyfikat                                   | Sprzedaż                                    |
| ---- | ------------ | ---------------------------- | ---------------------------- | ---------------------------- | ---------------------------- | ---------------------------- | ---------------------------- | ---------------------------- | ---------------------------- | ---------------------------- | ---------------------------- | -------------------------------------------- | ------------------------------------------- |
| 2006 | „Boten Anna” | 1                            | 1                            | 2                            | 2                            | 3                            | 4                            | 9                            | 20                           | 45                           | 30                           | - DNK: 3×platyna - SWE: platyna - AUT: złoto | - DNK: 61 000 - SWE: 20 000+ - AUT: 15 000+ |